# Momo-i quality 〜ベスト・オブ・モモーイ〜
『momo-i quality 〜ベスト・オブ・モモーイ〜』（モモーイクオリティ）は、桃井はるこの1枚目のベストアルバム。2006年8月9日にavex modeから発売された。桃井単独では初のフルアルバム。
帯文句は、「想像の、斜め上。」

## 概要
ベストアルバムではあるが、作品への提供曲を初収録したものや、アルバム収録に際して改めて変化を加えて録り直した原曲と異なるものが多くを占めている。
パッケージとブックレットでは桃井が純白の天使と漆黒の悪魔両面に扮して闘っており、これは曲をつくる時、サビを連呼するか、音やメロディをどう調性するか、それらをどう組み合わせるかなど様々な発想がいつもぶつかりあっている状態で、それらを超えて『桃井クオリティ』に達したものだけを聞かせるという桃井の創作の様を表したもの。
また、2006年発売のデジパック仕様版では「桃井はるこヒストリー」として幼少期からの自身の姿が収められている。

## 収録曲
1. Opening -dreaming more! more!- (instrumental)
  - 作曲・編曲：桃井はるこ
2. LOVE.EXE -momo-i quality version-
  - 作詞・作曲：桃井はるこ 編曲：齋藤真也
  - バルドフォースエグゼ 主題歌
3. mebius ring
  - 作詞・作曲：桃井はるこ 編曲：waves240
4. Adolescence -rainy Taipei version-
  - 作詞・作曲・編曲：桃井はるこ
5. Hide and seek
  - 作詞・作曲：桃井はるこ 編曲：manzo
  - 「魔女っ子アラモード」DVD版同梱ドラマ主題歌
6. 恋のレシピ
  - 作詞・作曲：桃井はるこ 編曲：RAM RIDER
  - スイートレガシー 主題歌
7. フィギュアになりたい -re painted version-
  - 作詞・作曲：桃井はるこ 編曲：松本光児
8. ゴー☆ホーム! -Master MIX version-
  - 作詞：桑島由一 作曲・編曲：景家淳
9. 贖罪のラプソディー
  - 作詞：港香/大野哲也 作曲・編曲：OdiakeS
  - PRISM ARK 〜PRISM HEART II〜 主題歌
10. Far and away 〜party night〜 -new mix-
  - 作詞・作曲：桃井はるこ 編曲：Harrady
11. アキハバラブ -summery summer version-
  - 作詞・作曲・編曲：桃井はるこ
12. Friendship
  - 作詞・作曲：桃井はるこ 編曲：manzo
13. もっと、夢、見よう!! -Now I feel…version-
  - 作詞・作曲：桃井はるこ 編曲：齋藤真也

## 曲解説
LOVE.EXE
UNDER17の方向性からできなかったものの、ソロ活動になったら真っ先にやろうと思っていたトランスで作った曲。ライブでももっとも歌われ、桃井はるこを代表する曲となっている。曲調は本格的なユーロビート・トランス系の打ち込み音。サイバーで疾走感のある歌詞。

元々桃井はパソコン通信時代の経験から、『通じる』『信じる』との言葉が合わさった通信がインターネットで誰でも可能になることによって世の中がこれまでより幸せになると考えていたが、実際にインターネットが普及してみると、それとは違うことが多々見られるようになったので、その現状に寂しさや失望を覚えて作られた曲であった。しかし、実際にライブで歌うことで言語や国籍の壁を越えて通じ合い信じ合える力があると感じるようになり、改めて曲の印象が変わったことで、あえてライブでの長さや歌い方で改めて録り直したのが収録されたLOVE.EXEである。

mebius ring
エモ的なロックとして作曲。UNDER17で培ったパワーポップ路線で、ツンデレの女の子の心情を歌い上げる。自分なりのツンデレの解釈を教えてあげようという曲で「ツンデレ少女っていうのはメビウスの輪、表裏一体だと。表を辿っていくと、いつの間にか裏になる。そんなツンデレを解いて一本にしてくれる人がいたらいいな」と語る。

アキハバラブ
元々はPerfumeへの提供曲であったものをセルフカバーしたもの。この曲は、「秋葉原の女王」の二つ名で呼ばれた自負からことさらに作られたのではない。秋葉原は桃井にとって夢を求めて行った場所ではなく、自然と流れ着いて様々な文化を吸収したルーツであり、それを現代のアイドルが歌う曲として表したのがアキハバラブである。

ゴー☆ホーム！
表題はモーニング娘。のオマージュ。

恋のレシピ
ディスコ系の音で、セクシャルな隠喩を多く含む歌詞が囁く様に歌われる。坂本寛によると、渋谷系の流れの中でつくられたアキシブ系の曲で、筒美京平のサルソウル歌謡の影響が強く感じられるという。
編曲を担当したRAM RIDERは、「ノーナ・リーヴスの『LOVE TOGETHER』を過剰なまでに意識した」とツイートしており、これに対し同バンドのボーカルである西寺郷太は「いいよー！」とツイートしている。